# Telocricus montecristi
Telocricus montecristi är en mångfotingart som först beskrevs av Kraus 1954.  Telocricus montecristi ingår i släktet Telocricus och familjen storjordkrypare.
Artens utbredningsområde är El Salvador. Inga underarter finns listade i Catalogue of Life.